# Dicranomyia (Dicranomyia) brevivena torrida
Dicranomyia (Dicranomyia) brevivena torrida is een ondersoort van de tweevleugelige Dicranomyia (Dicranomyia) brevivena uit de familie steltmuggen (Limoniidae). De ondersoort komt voor in het Neotropisch gebied.